# مرحبا ابن العم! (فلم)
مرحبا ابن العم! (بالفرنسية: Salut cousin!) هو فيلم كوميدي جزائري صدرَ عام 1996 للمخرج مرزاق علواش. اختيرَ الفيلمُ في الترشيحِ الأوليّ للمنافسة على جائزة الأوسكار لأفضل فيلمٍ بلغة أجنبية في حفل توزيع جوائز الأوسكار التاسع والستون لكنّه لم يُقبل في الترشيحِ النهائي.

## طاقم التمثيل
هذه قائمةٌ مُصغَّرة بالممثلين والممثلات الذين شاركوا في بطولة الفيلم:
- جاد المالح في دور عليلو
- مسعود حتو في دور موك
- مجالي بيردي في دور فطومة
- آن جيزيل جلاس في دور لورانس
- جان بن جوجي في دور موريس
- كزافييه مالي في دور كلود